# Adarrus servadeinus
Adarrus servadeinus är en insektsart som beskrevs av Dlabola 1958. Adarrus servadeinus ingår i släktet Adarrus och familjen dvärgstritar. Inga underarter finns listade i Catalogue of Life.